# Sosnowka (rejon tawriczeski)
Sosnowka (ros. Сосновка) – wieś (dieriewnia) w Rosji, w obwodzie omskim, w rejonie tawriczeskim. W 2010 liczyła 111 mieszkańców.